# ستيف برايس (لاعب دوري الرغبي)
ستيف برايس (بالإنجليزية: Steve Price)‏ هو لاعب دوري الرغبي نيوزيلندي، ولد في 12 مارس 1974 في دالبي في أستراليا.